# Västra Ryd, Skövde

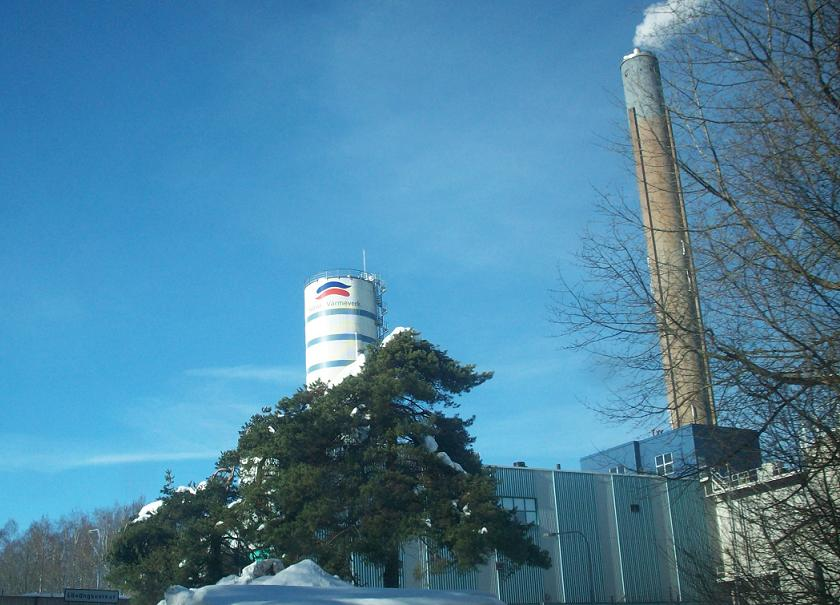
Lövängsverket i Västra Ryd

Västra Ryd är en stadsdel i Skövde, Västra Götalands län. I stadsdelen ligger bland annat KSS och Lövängsverket.
I Västra Ryd ligger även föreningarna Finnhovi och Assyriska Nimrodföreningen i Skövde. Assyriska Föreningens lokal i Skövde eldhärjades på kvällen den 14 augusti 2006. Lokalen blev delvis förstörd och polisen genomförde en tekniska utredning. Den 17 december 2015 blev lokalen helt förstörd i en anlagd brand. 